# Rudolf von Raumer (Landrat)
Rudolf Heinrich von Raumer (* 7. August 1843 in Königsberg (Preußen); † 17. Juni 1882 in Berlin) war ein deutscher Verwaltungsbeamter.

## Leben
Rudolf von Raumer wurde geboren als Sohn des preußischen Staatsmanns Karl Otto von Raumer und der Elise Wilhelmine Clementine, geb. von Brauchitsch (1820–1891). Er studierte Rechtswissenschaften an der Ruprecht-Karls-Universität Heidelberg. 1862 wurde Mitglied des Corps Saxo-Borussia Heidelberg. Nach Abschluss des Studiums trat er in den preußischen Staatsdienst ein. 1879 wurde er Landrat des Landkreises Lebus. Das Amt hatte er bis zu seinem Tod 1882 inne.